# هومر إل. وايز
هومر إل. وايز (بالإنجليزية: Homer Lee Wise) هو عسكري أمريكي، ولد في 27 فبراير 1917 في باتون روج في الولايات المتحدة، وتوفي في 22 أبريل 1974 في ستامفورد في الولايات المتحدة.